# 全国消防長会
全国消防長会（ぜんこくしょうぼうちょうかい）は、全国791消防本部の消防長による利益団体。

## 沿革
- 1949年5月 - 消防本部を設置していた121都市の消防長を会員として全国都市消防長連絡協議会が設立
- 1955年7月 - 全国都市消防長連絡協議会の下部組織として、全国を9地区に分け、それぞれ支部を設置
- 1957年12月 - 消防行政執行に係る諸問題における専門的事項の審議検討を行うために事業推進委員会設立
- 1961年5月 - 現名称に改める
- 1963年5月 - 各支部の下部組織として各都道府県に都府県消防長会設立

## 役員
- 会長 - 東京消防庁消防総監
- 副会長 - 札幌市消防局長、仙台市消防局長、横浜市消防局長、名古屋市消防局長、京都市消防局長、大阪市消防局長、広島市消防局長、松山市消防局長、福岡市消防局長

## 支部
- 北海道支部 - 札幌市消防局長が支部長を務め北海道（道西、道南、道央、道北、道東）を管轄
- 東北支部 - 仙台市消防局長が支部長を務め青森、秋田、岩手、山形、宮城、福島、新潟を管轄
- 関東支部 - 横浜市消防局長が支部長を務め群馬、栃木、茨城、埼玉、千葉、東京、神奈川、山梨、長野、静岡を管轄
- 東海支部 - 名古屋市消防局長が支部長を務め愛知、岐阜、三重を管轄
- 東近畿支部 - 京都市消防局長が支部長を務め富山、石川、福井、滋賀、京都、奈良、和歌山を管轄
- 近畿支部 - 大阪市消防局長が支部長を務め大阪、兵庫を管轄
- 中国支部 - 広島市消防局長が支部長を務め岡山、鳥取、広島、島根、山口を管轄
- 四国支部 - 松山市消防局長が支部長を務め香川、徳島、愛媛、高知を管轄
- 九州支部 - 福岡市消防局長が支部長を務め福岡、佐賀、長崎、熊本、大分、宮崎、鹿児島、沖縄を管轄

## 事業推進委員会
委員会名　　　　委員長

- 総務委員会 　　京都市消防局長
- 財政委員会 　　神戸市消防局長
- 技術委員会 　　さいたま市消防局長
- 予防委員会 　　千葉市消防局長
- 警防防災委員会 北九州市消防局長
- 救急委員会 　　札幌市消防局長
- 危険物委員会 　川崎市消防局長

## 関連団体
- 消防庁
- 日本消防検定協会
- 危険物保安技術協会
- 全国都道府県議会議長会
- 全国市長会
- 全国知事会
- 日本消防設備安全センター
- 消防科学総合センター
- 消防試験研究センター
- 川崎市消防防災指導公社
- 違反是正支援センター
- 全国消防協会
- 日本消防協会
- アジア消防長協会